# Иркутская нефтяная компания
Ирку́тская нефтяна́я компа́ния (также сокращённо ИНК) — российская нефтяная компания, один из крупнейших независимых производителей нефти в России, не входящий в вертикально интегрированные холдинги. Общество с ограниченной ответственностью «Иркутская нефтяная компания» создано в 2000 году. Компания занимается геологическим изучением, разведкой и добычей углеводородного сырья на 55 лицензионных участках недр (2022 год).
Численность персонала группы компаний — более 17 350 человек (2024 г.).
Штаб-квартира компании располагается в Иркутске, представительства — в Москве, Красноярске, Якутске и Мирном.

## История
Первую нефть в Восточной Сибири обнаружили в 1937 году. Первая скважина, давшая продуктовый дебит, была пробурена в 1962 году, вблизи села Марково. 
Промышленную добычу нефти начали в 1992 году на Ярактинском месторождении. Работы вела нефтяная компания «Венд», затем — «УстьКутнефтегаз». За период с 1992 по 2000 годы на ЯНГКМ было добыто всего 95 тысяч тонн нефти.
В 2000 году Николай Буйнов вместе с партнёрами учредил ООО «Иркутская нефтяная компания». Она объединила «Устькутнефтегаз» и нефтяную компанию «Данилово».

## Деятельность
Компания занимается разведкой и добычей углеводородного сырья в Восточной Сибири: в Иркутской области, Красноярском крае и Республике Саха (Якутия).
В 2003 году ИНК приступила к промышленной эксплуатации нефтегазовых месторождений в Иркутской области, добыв 73 тысячи тонн нефти и газового конденсата. На 2022 год добывает более 8 млн тонн нефти и газового конденсата в год.
В 2009 году ИНК согласовала с «Транснефтью» подключение к нефтепроводу «Восточная Сибирь — Тихий океан» (ВСТО). В 2011 году компания подключилась к ВСТО, за счёт этого объём добычи ИНК за два года вырос почти в четыре раза.
ИНК входит в двадцатку крупнейших российских нефтяных компаний по запасам углеводородного сырья. За последние годы группа компаний увеличила объём добычи УВС приблизительно в 4,5 раза — с 1,3 млн тонн в 2011 году до 5,6 млн тонн в 2015 г. Накопленный объём добычи нефти и газового конденсата за весь период эксплуатации месторождений ИНК в конце 2015 года составил 18 млн тонн.
Основной актив группы ИНК — Ярактинское нефтегазоконденсатное месторождение (ЯНГКМ), на котором добывается примерно 80% углеводородного сырья. Продолжается активное развитие Даниловского (ДНГКМ) и Ичёдинского месторождений (ИНМ). Группа компаний открыла на территории Иркутской области 7 месторождений углеводородного сырья и 1 в Республике Саха (Якутия). ИНК планирует в дальнейшем увеличивать запасы за счёт геологической разведки, поискового бурения и приобретения новых площадей для геологического изучения в Восточной Сибири и соседних регионах.
По итогам 2015 года налоги и платежи компании в областной бюджет составили 6,7 млрд рублей (6,3 % от общего объёма доходов региона). Все компании, входящие в группу ИНК, зарегистрированы и являются налогоплательщиками на территории Иркутской области и Республики Саха (Якутия). В 2021 году перечислено 17 млрд рублей в бюджет Иркутской области.
В 2021 году компания вошла в рейтинг журнала Forbes «200 крупнейших частных компаний России», заняв 64 место с выручкой 160,3 млрд рублей. В 2022 году стала №44 в рейтинге самых прибыльных компании России от Forbes: чистая прибыль за 2021 год составила 62,4 млрд рублей и №34 в списке 50 крупнейших компаний-инвесторов, потратив 292,4 млрд рублей с 2017 года. В рейтинге крупнейших инвесторов за 2023 год Иркутская нефтяная компания заняла уже 10 место, вложив за 2022 год 127,8 млрд рублей.

### Газохимический кластер
Газохимический кластер — проект создания комплекса глубокой переработки газового и газоконденсатного сырья, добываемого компанией. Проект развивается с 2014 года. Генеральный проектировщик — «Нефтехимпроект».
Проект включает строительство:
- Установок выделения широкой фракции лёгких углеводородов суммарной производительностью до 21,6 млн куб. м/сутки по сырью на Ярактинском и Марковском нефтегазоконденсатных месторождениях.
- Продуктопроводов до города Усть-Кут.
- Усть-Кутского газоперерабатывающего завода: завод предназначен для переработки добываемой компанией ШФЛУ с получением этана, пропана, бутана и стабильного газового конденсата. Строительство Усть-Кутского газоперерабатывающего завода компания ведёт с 2019 года. В 2021 году на Усть-Кутском ГПЗ начались пусконаладочные работы[12].
- Иркутского завода полимеров мощностью до 650 тыс. тонн полиэтилена в год[13].
- Двух заводов выделения гелия суммарной плановой мощностью 15-17 млн м3 по сырью на Ярактинском и Марковском НГКМ[14]. Первый завод был запущен в 2023 году, запустить второй планируется в 2025 году[15].

## Собственники и руководство
Основатель, основной акционер компании (70%), председатель совета директоров и исполнительный директор — Николай Буйнов, главный управляющий директор — Яков Гинзбург, генеральный директор — Дмитрий Лёвин. Также совладельцем компании (11%) является бывший генеральный директор ИНК, глава холдинга «ИНК-Капитал» Марина Седых.